# Könkäsenjärvi
Könkäsenjärvi är en sjö i Finland. Den ligger i kommunen Muonio i landskapet Lappland, i den norra delen av landet, 900 km norr om huvudstaden Helsingfors. Könkäsenjärvi ligger 247,5 meter över havet. Den är 8,4 meter djup. Arean är 3,09 kvadratkilometer och strandlinjen är 16,44 kilometer lång. Sjön  ingår i Torne älvs huvudavrinningsområde.   
I övrigt finns följande vid Könkäsenjärvi:
- Siosjoki (ett vattendrag)